# Anchor Plaza
Anchor Plaza este o clădire de birouri situată în București. Ea are 12 etaje și o suprafață de 33.000 de m2. Acesta oferă spații de birou pentru mai multe companii, inclusiv Adobe și Carrefour.